# Triệu Quần
Triệu Quần (chữ Hán: 赵頵; 1056 - 1088), tên thật Triệu Trọng Khác (赵仲恪), con trai thứ tư của Tống Anh Tông.

## Tiểu sử
Triệu Quần sơ phong Đại Ninh Quận công (大宁郡公), sau tiến phong làm Hộ Quốc công (鄮国公), Lạc An Quận vương (乐安郡王), Gia vương (嘉王).

## Gia quyến

### Phụ mẫu
- Phụ thân: Tống Anh Tông Triệu Thự (宋英宗赵曙)
- Mẫu thân: Tuyên Nhân Thánh Liệt Hoàng hậu Cao thị (宣仁圣烈皇后高氏)[2]

### Con trai
- Triệu Hiếu Tiết (赵孝哲), quan đến Hữu kiêu vệ Tướng quân, mất sớm.
- Bình Nguyên Quận vương Triệu Hiếu Dịch (平原郡王赵孝奕), quan đến Chương Hóa quân Tiết độ quan sát lưu hậu, mất rồi truy tặng Tư không, Bình Nguyên Quận vương.
- Dự Chương Quận vương Triệu Hiếu Tham (豫章郡王赵孝参), quan đến Phụng Quốc quân Tiết độ sứ, sau chuyển công tác Ninh Vũ, Võ Thắng Tiết độ sứ, phong Dự Chương Quận vương.
- Quảng Lăng Quận vương Triệu Hiếu Vĩnh (广陵郡王赵孝永), quan đến Hình Châu Quan sát sứ, chết rồi truy tặng Tư không, Quảng Lăng Quận vương.
- Triệu Hiếu Di (赵孝诒), quan đến Tiết độ sứ.
- Triệu Hiếu Chất (赵孝骘), quan đến Tiết độ sứ.
- Triệu Hiếu Duyệt (赵孝悦), quan đến Tiết độ sứ.
- Triệu Hiếu Dĩnh (赵孝颖), quan đến Tiết độ sứ.
- Triệu Hiếu Nguyện (赵孝愿), quan đến Tiết độ sứ.